# Nádavky
Nádavky jsou přírodní památka severně od obce Boršice u Blatnice v okrese Uherské Hradiště. Důvodem ochrany je bohatý výskyt vzácných teplomilných druhů rostlin a především ochrana výskytu lnu žlutého (Linum flavum).